# الاتصالات السلكية واللاسلكية في سريلانكا
الاتصالات السلكية واللاسلكية في سريلانكا بدأت الاتصالات السلكية واللاسلكية في سريلانكا في عام 1958 بعد أن بدأت أول دائرة تلغراف بين كولومبو وجالي، ويستمر هذا القطاع في النمو في العصر الحديث.

## الهاتف
الخطوط الأرضية المستخدمة:▼ 2،484،616 (ديسمبر 2018)
الهواتف المحمولة المستخدمة:▲ 32.528.104 (ديسمبر 2018)
- الكثافة الهاتفية (الهواتف الثابتة لكل 100 نسمة) : 11.5 (ديسمبر ، 2018)
- اشتراك الهاتف المحمول لكل 100 شخص :▲ 150 (ديسمبر 2018)

### شبكة الهاتف
الخدمة المنزلية ممتازة في المناطق الحضرية وشبه الحضرية، وتعتبر غير كافية في المناطق الريفية والنائية (2010)، خدمة دولية جيدة (2010)، الاتجاه الأخير هو تقنيات 4G LTE و5G الثابتة، فبواسطة هذه التكنولوجيا يمكن للعديد من السريلانكيين الذين يعيشون في المناطق الريفية والنائية الوصول الجيد إلى خدمة الهواتف وخدمات إنترنت ذات النطاق العريض.

### الشبكات المنزلية
تتكون الشبكة الرئيسية الوطنية في الغالب من مرحلات راديو لاسلكية تعمل بالموجات الدقيقة ووصلات الألياف الضوئية قيد الاستخدام الآن في مدينة كولومبو وجميع المدن والبلدات الرئيسية

### دولي
اثنين من الكابلات البحرية إلى الهند وجزر المالديف ؛ محطة أرضية ساتلية واحدة - إنتلسات (المحيط الهندي) (2009)

### مزودو خدمات النطاق العريض الثابت
| المشغل          | التقنية                                          |
| --------------- | ------------------------------------------------ |
| دايلوج          | LTE TDD و VoLTE و Wi-Fi وFTTH (للشركات فقط)      |
| لانكا بيل       | واي ماكس ، LTE TDD ، CDMA                        |
| إس إل تي موبيتل | ADSL2 + ، VDSL2 ، LTE TDD ، VoLTE ، FTTH ، Wi-Fi |

### مزودو خدمات النطاق العريض المتنقل
| المشغل          | التقنية                                                                                                  |
| --------------- | --- |
| ايرتل           | GPRS ، EDGE ، UMTS ، HSPA ، HSPA + ، DC-HSPA + ، LTE FDD (نسخة تجريبية)                                  |
| دايلوج          | جي بي آر إس ، EDGE ، UMTS ، HSPA ، HSPA + ، DC-HSPA + ، LTE FDD ، LTE-A ، VOLTE ، VoWiFi ، 5G (المحاكمة) |
| هاتش            | GPRS ، EDGE ، UMTS ، HSPA ، HSPA + ، DC-HSPA + ، LTE FDD                                                 |
| إس إل تي موبيتل | GPRS ، EDGE ، UMTS ، HSPA ، HSPA + ، DC-HSPA + ، LTE FDD ، LTE-A ، VoLTE ، 5G (نسخة تجريبية)             |

## إنترنت
بدأ تاريخ الإنترنت في سريلانكا بإطلاق شبكة لانكا للتعليم والبحث (LEARN) في عام 1992، وكانت الشبكة متاحة للمجتمعات التعليمية والبحثية فحسب، وفي فترة 1985/1986 باستخدام نموذج TRS 80 القديم الذي كان يشغل Xenix، تمكن مهندسو الكمبيوتر والعلماء من إثبات تسجيل الدخول عن بُعد من جامعة موراتوا (UoM) التي ربطت جهاز كمبيوتر في جامعة كولومبو لأول مرة.
- اشتراكات النطاق العريض الثابت:▲ 1،810،657 (يونيو 2020)
- اشتراكات النطاق العريض المتنقل:▲ 11،684،649 (يونيو ، 2020)

### سرعة الإنترنت
- النطاق العريض المتنقل 4G LTE:
- تنزيل:▲ 21.57 ميجابت / ثانية إلى 300 ميجابت / ثانية
- تحميل:▲10.23 ميجابت / ثانية إلى 45 ميجابت / ثانية
- النطاق العريض الثابت 4G LTE
- تنزيل:▲ 28.65 ميجابت / ثانية إلى 150 ميجابت / ثانية
- تحميل:▲15.41 ميجابت / ثانية إلى 30 ميجابت / ثانية
- الألياف البصرية:
- تنزيل:▲100 ميجابت / ثانية إلى 1000 ميجابت / ثانية
- تحميل:▲من 50 ميجابت / ثانية إلى 600 ميجابت / ثانية

## وسائل تواصل أخرى
الخدمة البريدية: بريد سريلانكا
محطات البث الإذاعي: AM 15 ، FM 54 ، SW 5
محطات البث التلفزيوني: 19 (2009)
المحطات الأرضية للأقمار الصناعية الموجودة: بادوكا وكولومبو
مزودو خدمة الإنترنت: 9
رمز البلد / نطاق المستوى الأعلى: + 94 / LK

## البيئة التنظيمية للاتصالات في سريلانكا
يوفر مؤشر البيئة التنظيمية للاتصالات (TRE) الخاص بـ LIRNEasia، والذي يلخص تصور أصحاب المصلحة بشأن بعض أبعاد TRE، نظرة ثاقبة حول مدى ملاءمة البيئة لمزيد من التطوير والتقدم، وتم إجراء أحدث مسح في يوليو 2008 في ثماني دول آسيوية ، بما في ذلك بنغلاديش والهند وإندونيسيا وسريلانكا وجزر المالديف وباكستان وتايلاند والفلبين، و قامت الأداة بقياس سبعة أبعاد: 1- دخول السوق 2- الوصول إلى الموارد الشحيحة 3- الترابط البيني 4- تنظيم التعرفة، 5-الممارسات المانعة للمنافسة 6- الخدمات الشاملة 7- جودة الخدمة للقطاعات الثابتة والمتنقلة والنطاق العريض.
حصل قطاع الهاتف المحمول في سيرلانكا على نقاط أعلى من القطاع الثابت لجميع الأبعاد باستثناء الربط البيني، ويتخلف قطاع النطاق العريض عن كلا القطاعين الثابت والمتنقل في جميع المعايير باستثناء واحدة (تنظيم الممارسات المانعة للمنافسة)، و مما يظهر أيضًا في النتائج الموضحة أعلاه هو أن جميع القطاعات - بخلاف USOs لقطاع الهاتف المحمول - تقع تحت متوسط مستوى الأداء البالغ 5.00.

## منظمة أبحاث الاتصالات في سريلانكا
- مركز أبحاث الاتصالات (CTR)

مركز أبحاث الاتصالات هو مؤسسة قائمة على الأبحاث في حرم سريلانكا التكنولوجي (SLTC) لإجراء أعمال بحثية مبتكرة وتعاونية ترعاها الصناعة في الاتصالات اللاسلكية والشبكات، وتركز الأنشطة البحثية في CTR سواء أكانت الأساسية أو التطبيقية بشكل رئيسي على التقنيات المتعلقة بالطبقات المادية وربط البيانات وطبقات الشبكة لأنظمة الاتصالات والاتصالات البصرية.